# Terri Hawkes
Pour les articles homonymes, voir Hawkes.
Terri Hawkes, née en 1958, est une actrice et scénariste canadienne née à Toronto (Canada).
Son père Jim Hawkes est un homme politique canadien.

## Filmographie

### comme actrice
- 1985 : The World Turned Upside Down : Hannah (voix)
- 1985 : Les Bisounours: le film (The Care Bears Movie) : Ti' coquine (voix)
- 1985 : Les Bisounours ("The Care Bears") (série télévisée) : Shreeky (voix)
- 1986 : Killer Party : Melanie
- 1987 : Crazy Moon : Pamela
- 1987 : B.C.B.G. ("Beverly Hills Teens") (série télévisée) : Bianca Dupree / Blaze Summers (voix)
- 1987 : Le Bal de l'horreur 2 : Hello Mary Lou (Hello Mary Lou: Prom Night II) : Kelly Hennenlotter
- 1989 : Foreign Nights : Leila
- 1989 : White Hot : Christine
- 1990 : Hôpital central ("General Hospital") (série télévisée) : Wendy Masters
- 1992 : Blazing Dragons (série télévisée) : Additional Voices (voix)
- 1993 : Watch It : Denise
- 1994 : Herself the Elf (série télévisée) : Additional Voices (voix)
- 1994 : Le Triomphe des innocents (Slaughter of the Innocents) : Ellen Jenkins
- 1994 : Bishôjo senshi Sailor Moon S: The Movie : Serena - Sailor Moon (voix)
- 1994 : The Killing Machine : Dr. Ann Kendall
- 1994 : Désigné pour tuer (Night of the Running Man) : Nicole, Amtrak Ticket Agent #2
- 1995 : Fausse piste (The Shamrock Conspiracy) (TV) : Maria
- 1996 : Sabotage : Jess
- 1997 : Papertrail : Rachel Quinn / Alone
- 1997 : Princesse Sissi (série télévisée) : Princess Sissi (voix)
- 1998 : Dog Park : Announcer
- 1998 : Flying Rhino Junior High (série télévisée) : Billy O'Toole (voix)
- 1998 : Bone Daddy : Anchorwoman
- 1998 : Vig (vidéo) : Magic Lounge Waitress
- 1998 : Mrs. Murphy mène l'enquête (Murder She Purred: A Mrs. Murphy Mystery) (TV) : Little Marilyn
- 1999 : Murder in a Small Town (TV) : Esther
- 1999 : Prisoner of Love : Lana
- 2001 : Quads! (série télévisée) : Franny (voix)
- 2004 : Care Bears: Forever Friends (vidéo) : Grosfarceur, Ti' coquine, Shreeky
- 2004 : Cube Zero : Jellico
- 2005 : Rotting Hills (série télévisée) : Missy (voix)

### comme scénariste
- 2002 : The Book of Eve